# کامپینا داس میسوئه
کامپینا داس میسوئه (به پرتغالی: Campina das Missões) یک منطقهٔ مسکونی در برزیل است که در ریو گرانده جنوبی واقع شده‌است. کامپینا داس میسوئه ۲۲۷٫۹۱ کیلومتر مربع مساحت و ۵٬۳۹۸ نفر جمعیت دارد و ۱۶۳ متر بالاتر از سطح دریا واقع شده‌است.